# Norte Pequeno
Norte Pequeno es una freguesia portuguesa perteneciente al municipio de Calheta, situado en la isla de São Jorge, Región Autónoma de Azores. Posee un área de 11,59 km² y una población total de 261 habitantes (2001). La densidad poblacional asciende a 22,5 hab/km².
- Datos: Q1998050
- Multimedia: Norte Pequeno / Q1998050

1. ↑  Worldpostalcodes.org,código postal n.º 9850-000.